# 原田琥之佑
原田 琥之佑（はらだ こうのすけ、2010年2月2日 - ）は、日本の俳優。
東京都出身。トップコート所属。

## 人物
- 俳優原田芳雄の孫。原田芳雄の長男でギタリストの原田喧太と原田由佳の間に誕生。俳優の佐藤浩市は姻戚（佐藤の妻と喧太の妻が姉妹）に当たり、幼い頃から日本映画に触れて育った。
- 趣味:絵を描くこと[3]
- 特技:ディズニーキャラクター・スティッチのものまね[3]

## 出演

### テレビドラマ
- PICU 小児集中治療室（2022年、フジテレビ） - 野口朔太 役
- 軍港の子 〜よこすかクリーニング1946〜（2023年、NHK総合、特集ドラマ） - 岡田武弘 役
- 柚木さんちの四兄弟。（2024年、NHK総合、夜ドラ、第9-11話） - 森田卓 役
- 天狗の台所 Season2（2024年、BS-TBS）- 颯真 役
- 夜の道標 -ある容疑者を巡る記録-（2025年9月14日〈予定〉 - 、WOWOW） - 阿久津弦（少年期） 役[4]

### 映画
- サバカン SABAKAN（2022年、映画初出演） - 竹本健次 役
- NEO PORTRAITS（2023年、短編映画） - タクミ 役
- ルート29（2024年）[5]
- 海辺へ行く道（2025年公開予定、映画初主演） - 主演・奏介 役[6]

### MV
- ドレスコーズ「最低なともだち」（2023年6月9日） - 春野 役
- Rin音「春と夜空(20254月23日）